# Cathédrale de Viborg
La cathédrale Notre-Dame est une cathédrale de l'Église du Danemark située dans la ville de Viborg, dans le nord de la péninsule du Jutland. Elle est l'une des églises les plus importantes du pays et le siège du diocèse de Viborg.

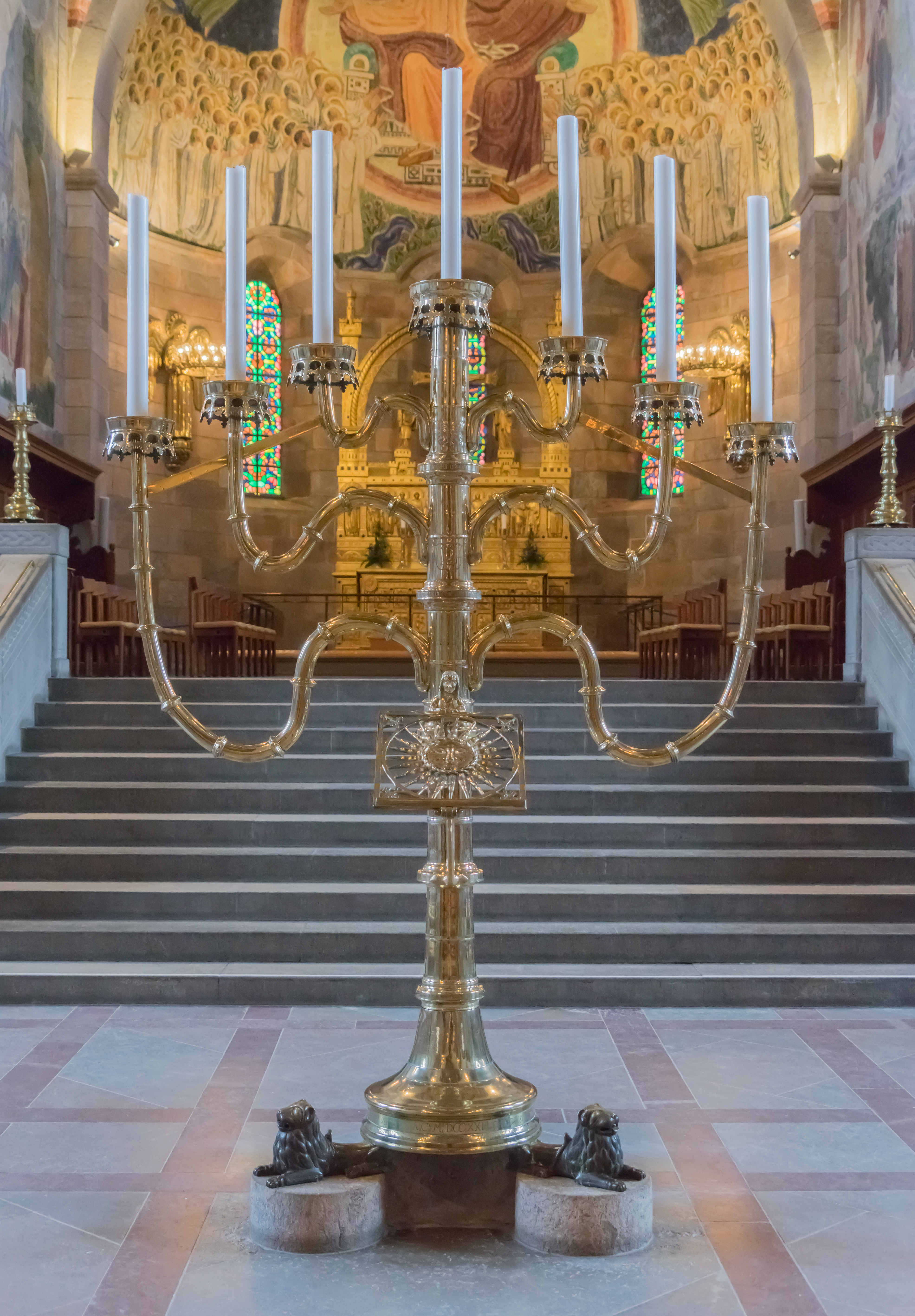
Chandelier à 7 branches, probablement du XIVe siècle, dans le chœur de la cathédrale.

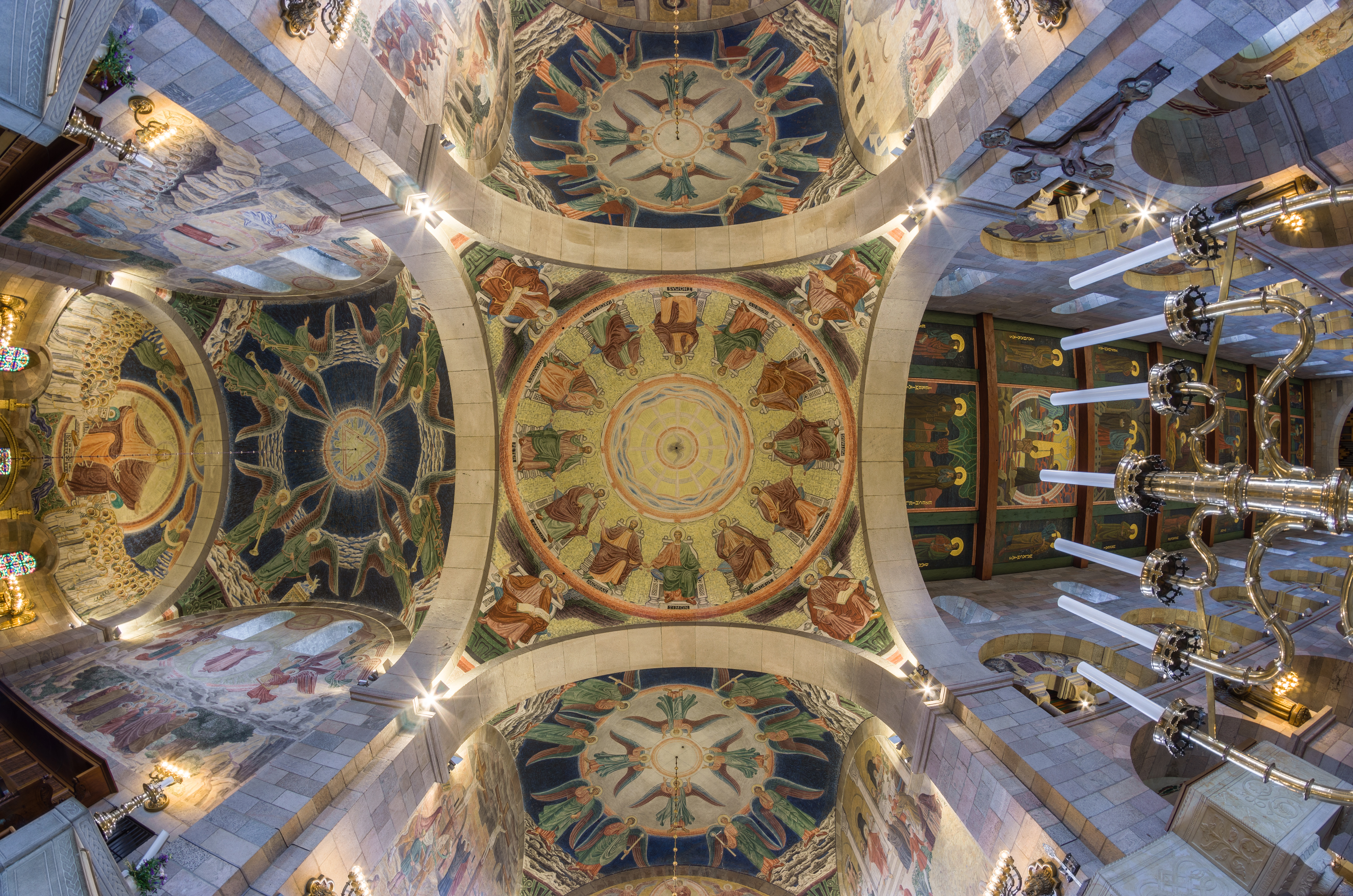
Le plafond de la cathédrale.

La cathédrale originelle était un édifice médiéval du XIIe siècle alors que l'église actuelle est une construction du XIXe siècle, inspirée de la cathédrale de Lund en Suède, sans rapport architectural avec la précédente.
L'École cathédrale de Viborg, proche, existe depuis 1060.